# Estación San Roque (Corrientes)
San Roque es una estación de ferrocarril ubicada en la localidad del mismo nombre del Departamento Homónimo en la Provincia de Corrientes, República Argentina. 

## Servicios
Se encuentra precedida por la Estación Mantilla y le sigue el Desvío Km 402.
No presta servicios de pasajeros ni de carga.